# L'Empire des Rastelli
Pour plus de détails, voir Fiche technique et Distribution.
L'Empire des Rastelli (Il gioiellino) est un film dramatique italien réalisé par Andrea Molaioli et sorti en 2011.
Le film s'inspire selon le générique du film du krach Parmalat (it) - « l'histoire [...] est inspirée de faits réels analysés à travers l'étude de documents publics et d'articles de presse. Toutefois, certains personnages et de nombreux faits relatés sont le fruit de l'invention et de la création artistique des auteurs ».

## Synopsis
Leda est une grande entreprise agroalimentaire présente sur les cinq continents, cotée en bourse, en constante expansion sur de nouveaux marchés et dans de nouveaux secteurs : un véritable « gioiellino » (litt. « joyau ») selon son fondateur et propriétaire, Amanzio Rastelli.
Dans la gestion de Leda, Rastelli fait une confiance aveugle à quelques proches collaborateurs, dont le comptable Ernesto Botta. Rastelli a une vision ancienne de la propriété d'une entreprise et modifie parfois les comptes pour favoriser certaines affaires privées. La nièce de Rastelli, Laura, diplômée au curriculum vitae prestigieux, est placée aux côtés du comptable Botta et tout semble aller pour le mieux : le groupe surmonte, en restant à flot, d'importants moments de crise.
Mais le marché international exige aussi la capacité de renoncer lorsque les investissements ne sont pas rentables. Rastelli s'y refuse et met en péril toute l'entreprise, qui s'endette de plus en plus. Alors que Leda est désormais considérée en quasi-banqueroute, les dirigeants commencent à dissimuler une partie du capital sur des comptes et des investissements privés, afin de se garantir une certaine sécurité financière lorsque l'affaire éclatera. Botta et Rastelli, romantiquement attachés à l'entreprise, n'acceptent pas de la voir mourir et décident de falsifier les bilans, pour montrer au monde extérieur une entreprise solide, et donc susceptible de recevoir des financements.
Mais l'opération ne s'avère pas crédible suffisamment longtemps pour rétablir les comptes. Rastelli crache le morceau et raconte tout aux politiciens, la Garde des finances fait une descente au siège de Leda et le trouve complètement saccagé : pour tenter de détruire les preuves de la malversation, les employés ont détruit les documents et les ordinateurs. Le seul bureau resté intact est celui de Botta, qui a travaillé jusqu'au bout pour créer un plan de redressement viable pour l'entreprise, mais il était déjà trop tard.

## Fiche technique
- Titre original italien : Il gioiellino[1]
- Titre français : L'Empire des Rastelli[2]
- Réalisateur : Andrea Molaioli
- Scénario : Andrea Molaioli, Ludovica Rampoldi (it), Gabriele Romagnoli (it)
- Photographie : Luca Bigazzi
- Montage : Giogiò Franchini (it)
- Musique : Teho Teardo (it)
- Décors : Alessandra Mura
- Costumes : Rossano Marchi (it)
- Maquillage : Fernanda Lucia Perez
- Production : Carlotta Calori, Viola Prestieri (it), Nicola Giuliano, Francesca Cima, Fabio Conversi
- Société de production : Indigo Film, Babe Films, Rai Cinema
- Pays de production :  Italie
- Langue originale : italien
- Format : Couleurs - 35 mm
- Durée : 110 minutes
- Genre : Drame politique
- Dates de sortie :
  - Italie : 4 mars 2011
  - France : 1er novembre 2011 (Festival du film italien de Villerupt) : 28 décembre 2011 (sortie nationale)[2]

## Distribution
- Toni Servillo : Ernesto Botta
- Remo Girone (en) : Amanzio Rastelli
- Sarah Felberbaum : Laura Aliprandi
- Lino Guanciale : Filippo Magnaghi
- Fausto Maria Sciarappa : Franco Schianchi
- Renato Carpentieri : Sénateur Crusco
- Vanessa Compagnucci : Barbara Magnaghi
- Lisa Galantini : secrétaire Carla
- Maurizio Marchetti : Giulio Fontana
- Adriana De Guilmi : la femme de Rastelli
- Gianna Paola Scaffidi : Augusta Rastelli
- Alessandro Adriano : Matteo Rastelli
- Igor Chernevich : Igor Yashenko
- Jay O. Sanders : M. Rothman
- Alessandro Signetto : Attilio Pieri
- Tony Mazzara : réceptionniste banquier
- Roberto Sbaratto : comptable

## Tournage
Le film a été tourné principalement à Acqui Terme et dans ses environs, notamment dans le vieux palais qui abritait le tribunal, ainsi qu'à Turin. D'autres prises de vues ont été tournées à New York (États-Unis) et à Moscou (Russie).